# Garcinia buchananii
Garcinia buchananii là một loài thực vật có hoa trong họ Bứa. Loài này được Baker mô tả khoa học đầu tiên năm 1894.